# Peregrine Mission One
Die Peregrine Mission One (PM1, auch TO2-AB) ist der erste Einsatz eines Peregrine-Mondlanders des US-amerikanischen Raumfahrtunternehmens Astrobotic Technology. Ursprüngliches Ziel der Mission war es, 21 Nutzlasten aus sechs Ländern zur Mondoberfläche in der Region Oceanus Procellarum zu befördern und sie dort acht bis zehn Tage lang zu betreiben. Fünf dieser Nutzlasten wurden von der NASA im Rahmen des Programms Commercial Lunar Payload Services (CLPS) beauftragt. Die Mondsonde wurde am 8. Januar 2024 mit der ersten Vulcan-Rakete der United Launch Alliance (ULA) gestartet. Kurz nach dem Start entstand ein Treibstoffleck am Peregrine-Lander, weshalb keine weiche Mondlandung mehr möglich war. Am 18. Januar stürzte der Lander zurück auf die Erde.

## Missionsplanung
Astrobotic nahm ab 2007 am Google Lunar X-Prize teil, einem Wettbewerb zur Durchführung einer privaten Mondlandung. Das Unternehmen strebte eine Landung in den 2010er Jahren an, konnte jedoch bis zum Ende des Wettbewerbs im Jahr 2018 keinen Lander fertigstellen. Eine weitere Chance ergab sich durch das NASA-Programm CLPS, für das sich Astrobotic mit dem Landerentwurf Peregrine bewarb.
Im Rahmen dieses Programms erhielt das Unternehmen 2019 einen der ersten drei NASA-Transportaufträge zur Mondoberfläche. Die Aufträge wurde mit der „Task Order 2“ erteilt, woraus sich die NASA-Auftragsbezeichnung TO2-AB (Task Order 2 – Astrobotic) ergab.
Die Landung war damals für spätestens Juli 2021 geplant und sollte in der Mondregion Lacus Mortis erfolgen. Die NASA stellte hierfür 79,5 Millionen US-Dollar bereit.

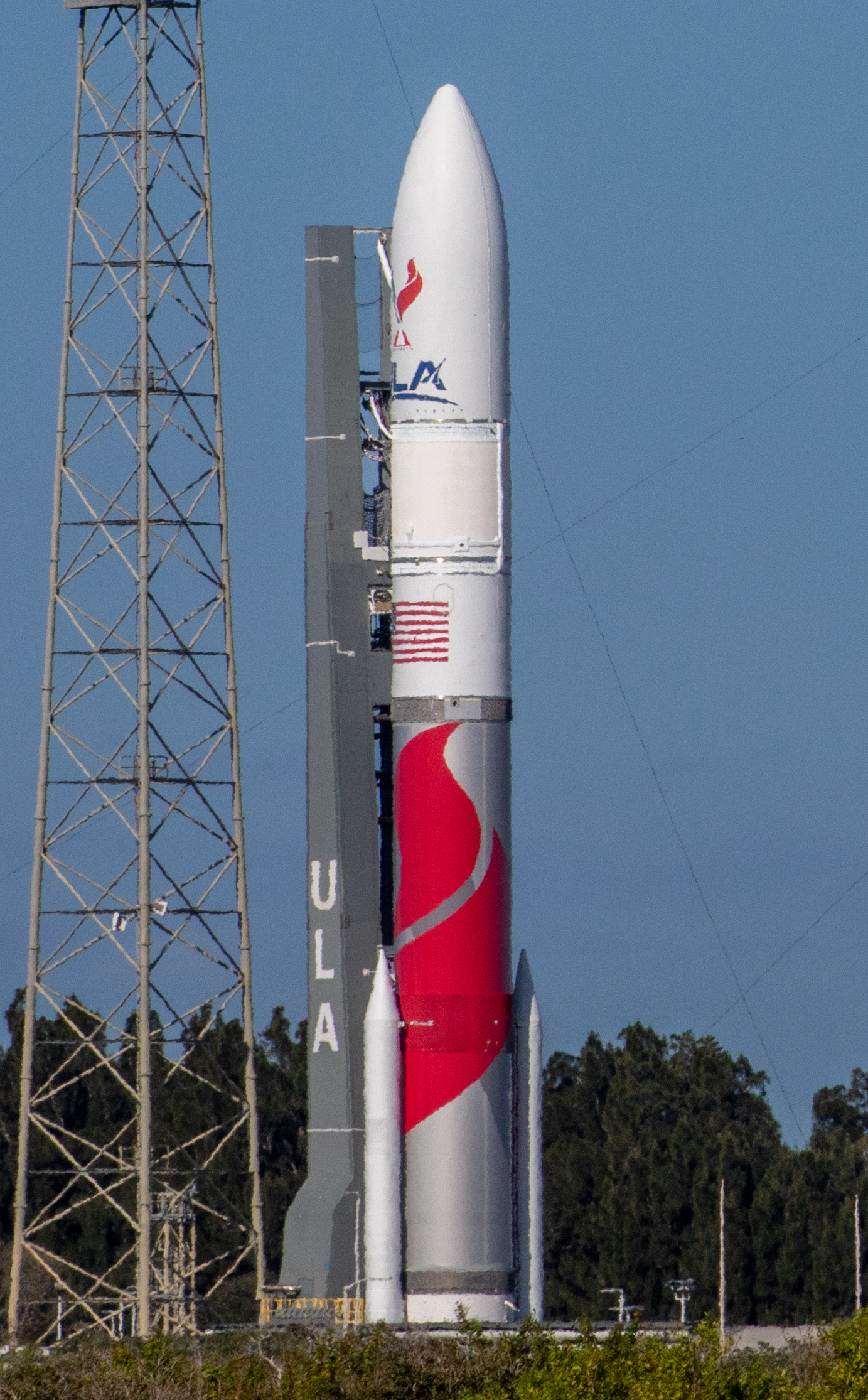
Peregrine Mission One drei Tage vor dem Start

Vor der Erteilung des CLPS-Auftrags hatte Astrobotic einen Peregrine-Start im Jahr 2019 mit einer Atlas-V-Rakete der United Launch Alliance angestrebt. Nach Festlegung des Starttermins auf 2021 wählte man stattdessen den preiswerteren Flug mit dem Erstexemplar der neuen ULA-Rakete Vulcan; dieser war für 2021 geplant.
Nach weiteren Verzögerungen sowohl bei der Fertigstellung des Landers als auch der Rakete wurde die geplante Landestelle Anfang 2023 an den nördlichen Rand des Oceanus Procellarum verlegt. Dieser Ort habe einen größeren wissenschaftlichen Nutzen für die NASA-Nutzlasten.
Die Mission sollte mittlerweile im Mai 2023 starten, musste aber wegen der Explosion einer Vulcan-Centaur-Raketenoberstufe im April 2023 erneut verschoben werden.
Auch der nächste geplante Starttermin an Weihnachten 2023 musste gestrichen werden, weil bei einem Betankungstest der Rakete am 8. Dezember Probleme mit der Startanlage auftraten.
Als neuer Startzeitraum wurde der 8. bis 11. Januar 2024 gewählt. Am 8. gab es ein 45-minütiges Startfenster ab 7:18 Uhr UTC. Am folgenden Tag hätte die Rakete innerhalb von neun Minuten abheben müssen, am 10. und 11. innerhalb von nur einer beziehungsweise zwei Minuten.

## Missionsverlauf
Die Mission startete am 8. Januar 2024 um 7:18 Uhr UTC vom Space Launch Complex 41 der Cape Canaveral Space Force Station. Als Trägerrakete kam die VC2S-Version der Vulcan mit zwei Feststoffboostern zum Einsatz. Die Rakete brachte die Mondsonde in einen hochelliptischen Erdorbit, der sie zunächst in Richtung der Mondbahn fliegen ließ.
In den ersten Stunden nach dem Start entstand ein Treibstoffleck an der Sonde. Dadurch begann sie zu taumeln und konnte nicht mehr zur Sonne hin ausgerichtet werden. Es drohte ein Ausfall der Bordstromversorgung, da die Solarzellen des Raumfahrzeugs nicht mehr genügend Strom erzeugten und die Batterie sich leerte. Kurz vor einer planmäßigen Unterbrechung des Funkverkehrs  gelang es den Mitarbeitern im Missionskontrollzentrum von Astrobotic, die Sonde durch intensive Nutzung des Lagekontrollsystems zu stabilisieren. So konnte die Batterie wieder mit Solarstrom aufgeladen werden. Wegen des Treibstoffverlusts und des erhöhten Treibstoffverbrauchs der Lageregelungstriebwerke wurde aber erwartet, dass diese innerhalb weniger Tage ausfallen würden. Danach verringerte sich der Treibstoffverlust durch das Leck Tag für Tag, sodass sich die erwartete Betriebsdauer der Sonde wieder verlängerte. Es blieb aber bei der bereits am 8. Januar getroffenen Feststellung, dass eine weiche Mondlandung unter diesen Umständen nicht mehr möglich ist.
Unabhängig davon schien Peregrine zunächst weiter der geplanten Flugbahn zu folgen. So überschritt die Sonde am 13. Januar die Mondbahn in rund 383.000 km Entfernung von der Erde (während sich der Mond an einem anderen Ort seiner Bahn befand). Danach fiel sie wieder zurück in Richtung Erde, wo sie durch ein Swing-by an dem Planeten die nötige Beschleunigung und Bahnänderung für eine Trans Lunar Injection erhalten sollte. Dies sollte sie auf einen Kurs bringen, der etwa 15 Tage nach dem Start (am 23. Januar) nahe am Mond vorbeigeführt hätte. War man am Morgen des 13. Januar (UTC) noch davon ausgegangen, dass Peregrine sich auf dieser geplanten Bahn befindet, so ergaben genauere Berechnungen am selben Tag, dass die Sonde auf Kollisionskurs mit der Erde war. Der Rückstoß des austretenden Treibstoffs hatte das Raumfahrzeug von seiner Bahn abgelenkt.
Astrobotic entschied sich nach Rücksprache mit der NASA und der US-Regierung gegen einen Versuch, den Kurs der Sonde zu korrigieren. Zwar hätte man sie im Erfolgsfall noch einige Wochen lang im cislunaren Raum weiterbetreiben können; danach hätte sie aber als unkontrollierbarer Weltraumschrott eine zu große Gefahr für andere Raumfahrzeuge dargestellt. Ein Teil des verbliebenen Treibstoffs wurde daher genutzt, um die Absturzbahn durch mehrfaches Feuern der Haupttriebwerke in Richtung eines unbewohnten Gebiets im Südpazifik zu lenken, etwa 500 Kilometer südlich der Fidschi-Inseln. Dabei wurde auch die erwartete weitere Drift durch austretenden Treibstoff berücksichtigt. Wie beabsichtigt trat Peregrine am 19. Januar in die Erdatmosphäre ein und brach kurz nach 21 Uhr (UTC) über dem Südpazifik auseinander.

## Ursprünglich geplante Mondlandung
Wäre die Mission wie geplant verlaufen, dann hätte der Lander beim Mondvorbeiflug abgebremst, um in eine Umlaufbahn um den Mond einzutreten. Die Triebwerke des Landers verwendeten einen hypergolen, lagerfähigen Treibstoff, weshalb nach dem Einschwenken in die Mondumlaufbahn keine sofortige Landung nötig gewesen wäre. Stattdessen war geplant, mit dem Abstieg auf die Mondoberfläche bis zum 23. Februar zu warten, um bei optimalen Lichtbedingungen zu landen. Der Lander war für 8 bis 12 Tage Betriebsdauer auf der Mondoberfläche ausgelegt und hätte nur bei Sonnenlicht operieren können, das heißt während eines der zwei Wochen dauernden Mondtage. Daher wurde eine Landung kurz nach Sonnenaufgang angestrebt. Ziel war ein Aufsetzen in der Region Sinus Viscositatis bei 35,25° nördlicher Breite und 40,99° westlicher Länge.

## Nutzlasten
Das CLPS-Programm ist Teil der seit den 2010er Jahren verfolgten NASA-Strategie, kommerzielle Investitionen in Raumfahrtdienstleistungen anzuregen. Die NASA bucht daher keine vollständigen CLPS-Missionen, sondern nur den Transport von Gerätschaften zur Mondoberfläche. Daneben können die Anbieter freie Kapazitäten auf ihren Mondlandern kommerziell vermarkten.
Die NASA-Nutzlasten waren:
- LETS (Linear Energy Transfer Spectrometer) vom Johnson Space Center: Ein Messgerät, welches die Strahlungsumgebung auf der Mondoberfläche für spätere bemannte Landungen untersuchen sollte.

- NIRVSS (Near-Infrared Volatile Spectrometer System) vom Ames Research Center: Ein Nahinfrarot-Spektrometer, welches die Oberflächen- und Untergrundfeuchtigkeit sowie den CO2- und Methangehalt der Mondoberfläche messen sollte. Außerdem sollte es die Geomorphologie und Temperatur der Mondoberfläche kartieren.

- PITMS (Peregrine Ion-Trap Mass Spectrometer) vom Goddard Space Flight Center: Ein Massenspektrometer, welches die Mondexosphäre untersuchen sollte. Neben der NASA waren an dem Instrument auch die ESA und die Open University beteiligt.

- NSS (Neutron Spectrometer System) vom Ames Research Center: Ein Neutronenspektrometer, welches nach Wasserstoff im umliegenden Mondregolith suchen sollte.

- LRA (Laser Retro-Reflector Array) vom  Goddard Space Flight Center: Acht auf einem Kugelsegment angeordnete Retroreflektoren, die ermöglichen sollten, aus einem Mondorbit die exakte Position des Landers zu ermitteln.[26]

- NDL (Navigation Doppler Lidar) vom Langley Research Center: Ein Lidar-basierter, hochpräziser Entfernungs- und Geschwindigkeitsmesser für den Abstieg auf die Mondoberfläche (nicht Teil des CLPS-Programms).[22]

Die weiteren Nutzlasten waren:
- M-42 vom Deutschen Zentrum für Luft- und Raumfahrt:  Ein Strahlungsmessgerät, welches die potenzielle Strahlenbelastung bei Langzeitaufenthalten von Menschen auf der Mondoberfläche untersuchen sollte.[27]

- TRN (Terrain Relative Navigation) von Astrobotic Technology: Ein zu testender Sensor, der Landungen auf Himmelskörpern mit einer Abweichung von weniger als 100 Meter vom Zielpunkt ermöglichen soll, finanziert von der NASA.

- COLMENA von der Agencia Espacial Mexicana: Fünf kleine Mondrover mit einem Durchmesser von jeweils 12 cm.

- Iris von der Carnegie Mellon University: Ein von Studenten entwickelter 2 kg schwerer Mondrover, der nach der Landung etwa zwei Tage lang aktiv bleiben sollte.[28][29]

- Lunar Dream Capsule von dem japanischen Raumfahrtunternehmen Astroscale: Ein Behälter mit Nachrichten von Kindern aus der ganzen Welt.

- MoonArk von der Carnegie Mellon University: Eine Zeitkapsel mit Werken von 18 Universitäten und Organisationen.[29]

- Eine Zeitkapsel mit archivierten Daten der Arch Mission Foundation.

- MoonBox von der DHL: Behälter mit einigen Kleingegenständen, welche bis Januar 2021 gegen Bezahlung eingeschickt werden konnten.[30]

- Footsteps on the Moon von der britischen Initiative Lunar Mission One: Bilder von Füßen und Fußabdrücken auf einem Speichermedium.[31]

- Spacebit Plaque: Eine Plakette des britischen Unternehmens Spacebit.

- Memory of Mankind on the Moon: Eine Plakette des ungarischen Unternehmens Puli Space Technologies.

- Ein Bitcoinmodell des in den Seychellen ansässigen Unternehmens Bitmex.

- Bitcoin Magazine Genesis Plate: Eine Plakette, auf welcher eine Kopie des ersten Bitcoin-Blocks eingraviert ist.

- Aschebehältnisse der Weltraumbestattungsunternehmen Elysium Space und Celestis.

Die ersten elf dieser Nutzlasten mit Ausnahme des Retroreflektor-Arrays wurden von Peregrine mit Strom versorgt. Neun davon konnten über die Raumsonde mit dem Missionskontrollzentrum kommunizieren, was auch während des Fluges gelang. Die vier NASA-Messinstrumente LETS, NIRVSS, PITMS und NSS sowie das DLR-Strahlungsmessgerät M-42 gingen in Betrieb und untersuchten den interplanetaren Raum.

## Weltraumbestattungen
Gegen den vorstehend erwähnten, geplanten Transport menschlicher Überreste zur Mondoberfläche protestierten Vertreter des Indianerreservats Navajo Nation. Der Mond sei für die Navajo ein heiliger Ort, eine Nutzung als Friedhof sei für sie und für viele weitere Indianervölker inakzeptabel. Nachdem die Bestattungsunternehmen und Astrobotic die Eingaben abgewiesen hatten, fand drei Tage vor dem Start eine Konferenz im Weißen Haus mit Vertretern aller Beteiligten statt, einschließlich der Aufsichtsbehörden, die den Flug genehmigt hatten. Die Navajo Nation forderte eine Startverschiebung und die Entfernung der Urnen von dem Lander, jedoch wurde diesem Wunsch nicht entsprochen. Eine erste Mondbestattung hatte bereits 1999 mit der Einschlagsonde Lunar Prospector stattgefunden; auch dagegen hatten die Navajo protestiert.
Zusätzlich zu den Bestattungsbehältern an Bord von Peregrine wurden auch an der Centaur-Oberstufe der Trägerrakete 234 Kapseln mit Asche, DNS-Proben und Erinnerungsstücken für Celestis-Kunden angebracht. Deren Ziel war nicht der Mond, sondern nur die Verbringung in den Weltraum. In diesen Kapseln befindet sich nach Angaben des Weltraumbestatters Asche des Star-Trek-Schöpfers Gene Roddenberry sowie der Star-Trek-Schauspieler James Doohan (Scotty), DeForest Kelley (Dr. McCoy) und Nichelle Nichols (Lieutenant Uhura). Außerdem sollen Haare der US-Präsidenten George Washington, John F. Kennedy und Dwight D. Eisenhower an Bord sein. Die Raketenstufe mit den Erinnerungsstücken zündete nach dem Aussetzen des Peregrine-Landers nochmals ihre Triebwerke und beschleunigte in eine Fluchtbahn und damit in einen Orbit um die Sonne.
Siehe auch: Chronik der Weltraumbestattungen